# Bussumarius
Bussumarius war ein keltischer Gott, der von den Ostkelten im heutigen Rumänien verehrt wurde. Bussurigios (Βουσσουριγίος) stellt möglicherweise eine Variante des Namens dar. Unter letzterem Namen wurde er auch in der heutigen Türkei von den Galatern verehrt. Der Name taucht in der Schreibweise Bussumarus auch auf den boischen Biatec-Hexadrachmen auf. Vielleicht stellt die auf den Münzen dargestellte Figur eines nackten Mannes, der auf einem Pferd (oder einem Mischwesen aus Pferd-Mensch und Greif) reitet, diesen Gott dar.

## Bedeutung des Namens
Bussumaros bedeutet auf Keltisch „der mit den großen Lippen“ oder „der große Küssende“, Bussurigios würde dementsprechend als „Der königliche Küsser“ oder „der, dessen Lippen königlich sind“ zu deuten sein. Am besten vergleicht sich hiermit der indische Donnergott Indra, der die Beinamen Suśpira und Śiprin »Gutlippiger« trägt.

## Interpretatio Romana et Graeca
In gallo-römischer Zeit wurde Bussumarius mit dem römischen Reichsgott Iupiter Optimus Maximus und mit dem Sonnengott Sol gleichgesetzt. Die gräcisierten Galater setzten ihn mit Zeus gleich, wie die zwei Weiheinschriften nordwestlich von Kalecık (Provinz Ankara, östlich des Van-Sees in der Türkei) zeigen. Der Stifter war zugleich auch Priester der Cybele.